# Burni Bius
Burni Bius is een bestuurslaag in het regentschap Aceh Tengah van de provincie Atjeh, Indonesië. Burni Bius telt 781 inwoners (volkstelling 2010).